# Campionati europei di nuoto in vasca corta 2010 - 100 metri misti femminili
Le qualifiche per la semifinale si sono svolte la mattina del 26 novembre 2010, mentre la semifinale si è svolta la sera dello stesso giorno. La finale si è svolta la sera del 27 novembre 2010.

## Medaglie
| Posizione | Atleta              | Paese       |
| --------- | ------------------- | ----------- |
| Oro       | Evelyn Verrasztó    | Ungheria    |
| Argento   | Hinkelien Schreuder | Paesi Bassi |
| Bronzo    | Theresa Michalak    | Germania    |

## Record
Prima della manifestazione il record del mondo (RM), il record europeo (EU) e il record dei campionati (RC) erano i seguenti.
| Record mondiale       | 57.74 | Hinkelien Schreuder Paesi Bassi | 15 novembre 2009 Berlino, Germania |
| Record europeo        | 57.74 | Hinkelien Schreuder Paesi Bassi | 15 novembre 2009 Berlino, Germania |
| Record dei campionati | 57.85 | Hinkelien Schreuder Paesi Bassi | 12 dicembre 2009 Istanbul, Turchia |

Durante la competizione non sono stati migliorati record.

## Risultati batterie
| Pos. | Atleta               | Nazionalità | Tempo       | Batteria    | Corsia      | Note        |
| ---- | -------------------- | ----------- | ----------- | ----------- | ----------- | ----------- |
| 1    | Olga Klyuchnikova    | Russia      | 1:00.43     | 3           | 3           |             |
| 2    | Evelyn Verrasztó     | Ungheria    | 1:00.44     | 3           | 4           |             |
| 3    | Hinkelien Schreuder  | Paesi Bassi | 1:00.76     | 4           | 4           |             |
| 4    | Theresa Michalak     | Germania    | 1:00.80     | 2           | 5           |             |
| 5    | Sophie De Ronchi     | Francia     | 1:00.93     | 4           | 2           |             |
| 6    | Sophie Smith         | Regno Unito | 1:01.15     | 4           | 1           |             |
| 7    | Hanna-Maria Seppälä  | Finlandia   | 1:01.17     | 2           | 4           |             |
| 8    | Amit Ivri            | Israele     | 1:01.31     | 3           | 2           |             |
| 9    | Francesca Segat      | Italia      | 1:01.32     | 1           | 1           |             |
| 10   | Zsuzsanna Jakabos    | Ungheria    | 1:01.41     | 3           | 6           |             |
| 11   | Sviatlana Khakhlova  | Bielorussia | 1:01.61     | 3           | 5           |             |
| 12   | Kristina Kochetkova  | Russia      | 1:01.64     | 3           | 7           |             |
| 13   | Lieke Verouden       | Paesi Bassi | 1:01.81     | 2           | 7           |             |
| 14   | Emilia Pikkarainen   | Finlandia   | 1:01.86     | 4           | 6           |             |
| 15   | Laura Letrari        | Italia      | 1:01.89     | 2           | 6           |             |
| 16   | Grainne Murphy       | Irlanda     | 1:02.18     | 1           | 7           |             |
| 17   | Lara Grangeon        | Francia     | 1:02.22     | 2           | 3           |             |
| 18   | Nina Sovinek         | Slovenia    | 1:02.29     | 1           | 4           |             |
| 19   | Lisa Zaiser          | Austria     | 1:02.33     | 3           | 1           |             |
| 20   | Katarina Listopadova | Slovacchia  | 1:02.44     | 2           | 2           |             |
| 21   | Burcu Dolunay        | Turchia     | 1:02.75     | 4           | 8           |             |
| 22   | Melanie Schweiger    | Svizzera    | 1:02.99     | 3           | 8           |             |
| 23   | Barbora Zavadova     | Rep. Ceca   | 1:03.28     | 2           | 1           |             |
| 24   | Anja Klinar          | Slovenia    | 1:03.75     | 1           | 5           |             |
| 25   | Uschi Halbreiner     | Austria     | 1:03.89     | 4           | 7           |             |
| 26   | Tina Meza            | Slovenia    | 1:04.26     | 2           | 8           |             |
| 27   | Sarah Rolko          | Lussemburgo | 1:04.89     | 1           | 6           |             |
| 28   | Gizem Bozkurt        | Turchia     | 1:05.36     | 1           | 2           |             |
| 29   | Patricia Aschan      | Finlandia   | 1:05.68     | 1           | 3           |             |
|      | Ingvild Snildal      | Norvegia    | non partita | non partita | non partita | non partita |
|      | Katharina Stiberg    | Norvegia    | non partita | non partita | non partita | non partita |

## Semifinali
| Pos. | Atleta              | Nazionalità | Tempo   | Batteria | Corsia | Note |
| ---- | ------------------- | ----------- | ------- | -------- | ------ | ---- |
| 1    | Evelyn Verrasztó    | Ungheria    | 59.88   | 1        | 4      |      |
| 2    | Hinkelien Schreuder | Paesi Bassi | 1:00.21 | 2        | 5      |      |
| 3    | Theresa Michalak    | Germania    | 1:00.26 | 1        | 5      |      |
| 4    | Sviatlana Khakhlova | Bielorussia | 1:00.44 | 2        | 7      |      |
| 5    | Sophie De Ronchi    | Francia     | 1:00.57 | 2        | 3      |      |
| 6    | Amit Ivri           | Israele     | 1:00.60 | 1        | 6      |      |
| 7    | Olga Klyuchnikova   | Russia      | 1:00.74 | 2        | 4      |      |
| 8    | Francesca Segat     | Italia      | 1:00.76 | 2        | 2      |      |
| 9    | Kristina Kochetkova | Russia      | 1:00.78 | 1        | 7      |      |
| 9    | Hanna-Maria Seppälä | Finlandia   | 1:00.78 | 2        | 6      |      |
| 11   | Zsuzsanna Jakabos   | Ungheria    | 1:01.01 | 1        | 2      |      |
| 12   | Sophie Smith        | Regno Unito | 1:01.24 | 1        | 3      |      |
| 13   | Lieke Verouden      | Paesi Bassi | 1:01.50 | 2        | 1      |      |
| 14   | Emilia Pikkarainen  | Finlandia   | 1:01.61 | 1        | 1      |      |
| 15   | Lara Grangeon       | Francia     | 1:02.18 | 2        | 8      |      |
| 16   | Grainne Murphy      | Irlanda     | 1:02.98 | 1        | 8      |      |

## Finale
| Pos. | Atleta              | Nazionalità | Tempo   | Corsia | Note |
| ---- | ------------------- | ----------- | ------- | ------ | ---- |
|      | Evelyn Verrasztó    | Ungheria    | 59.53   | 4      |      |
|      | Hinkelien Schreuder | Paesi Bassi | 59.57   | 5      |      |
|      | Theresa Michalak    | Germania    | 59.85   | 3      |      |
| 4    | Francesca Segat     | Italia      | 1:00.57 | 8      |      |
| 5    | Sophie De Ronchi    | Francia     | 1:00.71 | 2      |      |
| 6    | Amit Ivri           | Israele     | 1:00.88 | 7      |      |
| 7    | Olga Klyuchnikova   | Russia      | 1:00.93 | 1      |      |
| 8    | Sviatlana Khakhlova | Bielorussia | 1:00.94 | 6      |      |